# 東山町 (生駒市)
東山町（ひがしやまちょう）は、奈良県生駒市の町名。郵便番号は630-0225。

## 地理
生駒市の南端に位置し、北に萩の台、西に小平尾町、南に平群町、東に乙田町と接する。

## 歴史
詳細は不明だが、戦後開拓団の人々が移り住んだことが東山自治区の始まりといわれる。
この付近の近鉄東山駅は元は信貴電の茸山駅といい、6月の蛍狩りと秋の松茸狩りの時期のみ停車する駅だったが、戦後東山駅へと改称された。

### 地名の由来
古くから矢田丘陵の西斜面は東山と呼ばれており、付近の国有林も東山国有林と呼ばれている。このことから東山の名が付いたと推測される。

## 世帯数と人口
2019年（令和元年）10月1日現在の世帯数と人口は以下の通りである。
| 町丁   | 世帯数  | 人口  |
| ------ | ------- | ----- |
| 東山町 | 216世帯 | 539人 |

### 人口の変遷
国勢調査による人口の推移。
| 1995年（平成7年）  | 89人  | [ 7 ]  |  |
| 2000年（平成12年） | 355人 | [ 8 ]  |  |
| 2005年（平成17年） | 441人 | [ 9 ]  |  |
| 2010年（平成22年） | 452人 | [ 10 ] |  |
| 2015年（平成27年） | 472人 | [ 11 ] |  |

### 世帯数の変遷
国勢調査による世帯数の推移。
| 1995年（平成7年）  | 29世帯  | [ 7 ]  |  |
| 2000年（平成12年） | 123世帯 | [ 8 ]  |  |
| 2005年（平成17年） | 139世帯 | [ 9 ]  |  |
| 2010年（平成22年） | 154世帯 | [ 10 ] |  |
| 2015年（平成27年） | 167世帯 | [ 11 ] |  |

## 事業所
2016年（平成28年）現在の経済センサス調査による事業所数と従業員数は以下の通りである。
| 町丁   | 事業所数 | 従業員数 |
| ------ | -------- | -------- |
| 東山町 | 4事業所  | 53人     |

## 交通

### 鉄道
- 近鉄生駒線
  - 東山駅

### 道路
- 国道168号線

## 施設
- 竜田川浄化センター
- TAC出山スポーツパーク テニスコート